# Henri de Zomeren
Henri de Zomeren ou van Zomeren, aussi orthographié Zoemeren,, Zommeren, Someren, Sommeren et Soemeren (né vers 1418 dans le diocèse d'Utrecht et mort à Louvain le 13-14 août 1472). Son prénom est également parfois orthographié Henry. Il fut professeur et recteur de l'université de Louvain. 

## Biographie
Il étudie à l'université de Louvain à partir de 1435. Il devint chargé de cours à partir de 1436.  Il va ensuite étudier la théologie à Paris pour ensuite revenir l'enseigner à Louvain. Il exerce la fonction de recteur de mars à septembre 1463. À la suite de querelles philosophiques, au cours duquel il attaqua son collègue Pierre de Rivo, il fut suspendu par l'université de 1470 à 1472 où il put réintégrer sa charge grâce à l'appui du pape.
Il fut secrétaire du cardinal Bessarion.